# Tephrosia vestita
Tephrosia vestita är en ärtväxtart som beskrevs av Julius Rudolph Theodor Vogel. Tephrosia vestita ingår i släktet Tephrosia och familjen ärtväxter. Inga underarter finns listade i Catalogue of Life.